# Bud Tingelstad
Bud Tingelstad (4 de abril de 1928 – 30 de julho de 1981) foi um automobilista norte-americano que esteve em treze (dez) 500 Milhas de Indianápolis, (uma quando a prova fazia parte do calendário da Fórmula 1 de 1950 até 1960): 1960, 1961 (não se classificou), 1962, 1963, 1964, 1965, 1966, 1967, 1968, 1969, 1970 (não se classificou), 1971 e 1972 (não se classificou). Seu melhor resultado em 500 Milhas de Indianápolis foi o 6º lugar em 1964.